# Garzeno
Garzeno ist eine italienische Gemeinde in der Provinz Como in der Region Lombardei.

## Lage und Einwohner
Die 659 Einwohner (Stand 31. Dezember 2023) zählende Gemeinde Garzeno liegt rund 60 Kilometer nordöstlich von der Provinzhauptstadt Como oberhalb des Lago di Como an der Strada provinciale 5 im Albano Tal, am Fuße des Monte Cortafon (1688 m s.l.m.). Die Gemeinde befasst die Ortsteile: Catasco, Piazze, Mòllen, Brenzeglio, Domagnolo, Quansc, Carcinedo und Ponte.
Die Nachbargemeinden sind Cremia, Cusino, Dongo, Gravedona ed Uniti, Grandola ed Uniti, Pianello del Lario, Plesio, San Bartolomeo Val Cavargna und San Nazzaro Val Cavargna.

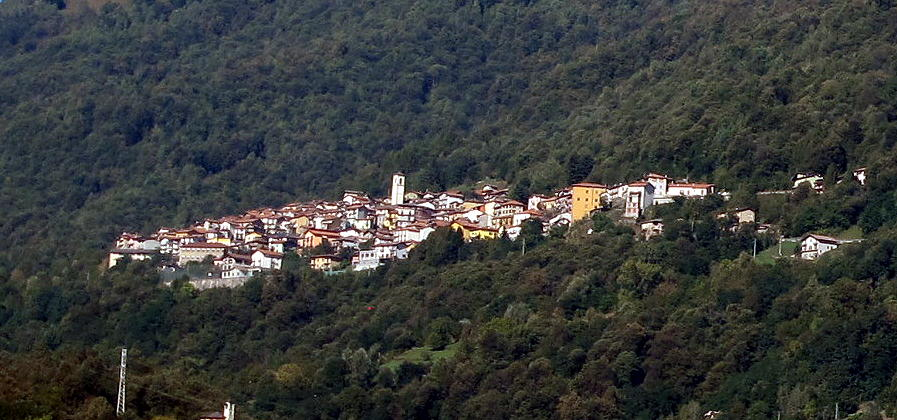
Garzeno

## Geschichte
Die Straße, die von Garzeno zum San-Jorio-Pass führt, wurde jahrhundertelang benutzt, um das Val Mesolcina mit den nördlichsten Gebieten des Comer Sees zu verbinden.
Gerade durch diese Straße und insbesondere in der Richtung, die vom Kanton Graubünden zum Comer See führt, verliefen Expansionsbestrebungen der Familie Sacco, der Feudalherren des Mesolcinatals, denen Federico II. im 1220 den sogenannten Monte di Dongo und damit Garzeno. Das Gebiet blieb bis 1284 ein Lehen der Familie Sacco.
Im Jahre 1335 stellt sich heraus, dass die Gemeinde Garzeno Teil der Pieve di Dongo ist. Im selben Jahr wird in den Statuten von Como die Gemeinde Garzeno unter den Gemeinden erwähnt, die für die Instandhaltung der sogenannten Straße von Mezzola zuständig sind. Insbesondere hatten die Garzenatti die Aufgabe, facere archatas sedecim a facta illorum de Stazona in iosum versus lacum.
Im Jahre 1402 wurde das Gebiet erneut von der Familie Sacco belehnt, von der sich Garzeno zwei Jahre später, mit dem Tod des letzten Nachkommen der Familie, endgültig löste. Danach an die Trivulzio übergegangen, folgte Garzeno dem Schicksal der Pieve di Dongo, die zusammen mit der Pieve di Gravedona und der Pieve di Sorico das sogenannte Lehen der Drei Pievi Superiori bildete.
Im Jahre 1497 wurden die drei Pfarreien und die Pieve di Nesso von Ludovico il Moro an Lucrezia Crivelli zu Lehen gegeben. Im 16. Jahrhundert gingen Garzeno und der Rest der Tre Pievi zunächst an Gian Giacomo Medici (1535) und später an die Familie Gallio  (1580), die ihre Lehnsrechte bis mehr als die Hälfte des 18. Jahrhunderts ausübten.
Im Jahre 1751 erstreckte sich das Territorium von Garzeno bereits auf die Cassinages von Scireso, Cotasco und Catasco.

## Sehenswürdigkeiten
- Pfarrkirche San Pietro (15. Jahrhundert) mit Fresken des Malers Giovanni Mauro della Rovere, auch Fiammenghino genannt.[2]
- Oratorium San Jorio am San-Jorio-Pass (2012 m s.l.m.)[3]

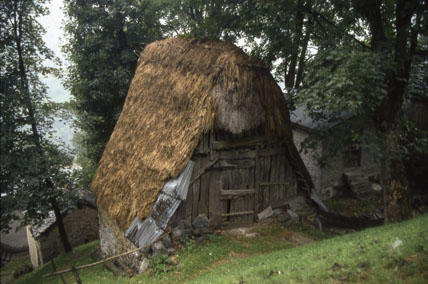
Haus mit Strohdach
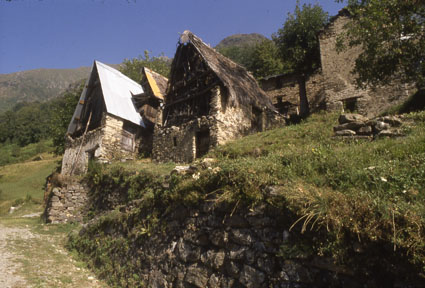
Haus mit Strohdach

- Haus mit Strohdach
- Haus mit Strohdach

## Persönlichkeiten
- Abramo Albini (* 1946), Ruderer